# Ancelle del Sacro Cuore (Nápoly)
Az Ancelle del Sacro Cuore (Santuario Ancelle del Sacro Cuore) egy nápolyi templom. A 19. század végén épült a Jézus Szíve szerzetesrend számára. Oltára Szent Józsefet és Szűz Máriát (a Szent Szív Anyját) ábrázolja.